# 西村滿
西村滿（西村ミツル，1962年1月9日—），出身於東京都國立市，日本漫畫原作家及料理人。 
代表作是《大使閣下的料理人》，該漫畫獲得了第6屆日本新媒體動漫藝術節漫畫部門的優秀賞。

## 簡歷
- 1982年，日航HOTEL入社。
- 1990年，擔任日本駐汶萊大使官邸料理人。
- 1994年，擔任日本駐越南大使官邸料理人。
- 1998年，代表作《大使閣下的料理人》（講談社）出版。
- 2006年，《首相閣下的料理人》執筆中[3]。

## 作品

### 漫畫原作
- （集英社・　作畫：堀口純男）
- 天王上菜（原作：集英社・　繁體中文：台灣東立　作畫：中祥人）
- 大使閣下的料理人（原作：講談社・　繁體中文：台灣尖端　作畫：川隅廣志）
- 古早味的大陸食堂（原作：講談社・　繁體中文：台灣東立　作畫：吉開寛二）
- 首相閣下的料理人（原作：新潮社・　繁體中文：台灣東立　作畫：大崎充）
- 地獄廚房（原作：講談社・連載中　繁體中文：台灣東立　作畫：天道糖）
- 信長的主廚（原作：芳文社・不定期連載中　繁體中文：台灣東立　作畫：梶川卓郎）

### 随笔
- 首相閣下的料理人（近代文藝社，1996年9月，ISBN 978-4773358742）（西村滿名義）
- （讲谈社，2002年6月，ISBN 978-4062113441）

## 外部連結
- 西村ミツル的店 （页面存档备份，存于）
- Facebook / Mitsuru Nishimura